# Кубок Футбольной лиги 1965/1966
Кубок Футбольной лиги 1965/66 (англ. 1965–66 Football League Cup) стал шестым розыгрышем Кубка Футбольной лиги, клубного турнира на выбывание для английских и валлийских футбольных клубов, выступавших в Футбольной лиге Англии. Турнир прошёл с 1 сентября 1965 года по 23 марта 1966 года.
Победу в турнире одержал «Вест Бромвич Альбион», обыгравший «Вест Хэм Юнайтед» по сумме двух финальных матчей со счётом 5:3.

## Первый раунд

### Матчи
| Хозяева                    | Счёт | Гости                    | Дата            |
| -------------------------- | ---- | ------------------------ | --------------- |
| Барроу                     | 1:1  | Рочдейл                  | 1 сентября 1965 |
| Борнмут энд Боском Атлетик | 0:0  | Олдершот                 | 1 сентября 1965 |
| Брэдфорд Парк Авеню        | 1:0  | Галифакс Таун            | 1 сентября 1965 |
| Колчестер Юнайтед          | 2:1  | Эксетер Сити             | 1 сентября 1965 |
| Кру Александра             | 2:0  | Саутпорт                 | 1 сентября 1965 |
| Донкастер Роверс           | 2:2  | Барнсли                  | 1 сентября 1965 |
| Хартлпулз Юнайтед          | 1:0  | Брэдфорд Сити            | 1 сентября 1965 |
| Лутон Таун                 | 1:1  | Брайтон энд Хоув Альбион | 1 сентября 1965 |
| Линкольн Сити              | 2:2  | Йорк Сити                | 1 сентября 1965 |
| Ньюпорт Каунти             | 2:2  | Саутенд Юнайтед          | 1 сентября 1965 |
| Ноттс Каунти               | 0:0  | Честерфилд               | 1 сентября 1965 |
| Олдем Атлетик              | 3:2  | Транмир Роверс           | 1 сентября 1965 |
| Оксфорд Юнайтед            | 0:1  | Миллуолл                 | 1 сентября 1965 |
| Порт Вейл                  | 2:2  | Рединг                   | 1 сентября 1965 |
| Куинз Парк Рейнджерс       | 1:1  | Уолсолл                  | 1 сентября 1965 |
| Сканторп Юнайтед           | 0:2  | Дарлингтон               | 1 сентября 1965 |
| Шрусбери Таун              | 3:0  | Торки Юнайтед            | 1 сентября 1965 |
| Стокпорт Каунти            | 2:3  | Уэркингтон               | 1 сентября 1965 |
| Рексем                     | 5:2  | Честер                   | 1 сентября 1965 |

### Переигровки
| Хозяева                  | Счёт | Гости                      | Дата            |
| ------------------------ | ---- | -------------------------- | --------------- |
| Олдершот                 | 2:1  | Борнмут энд Боском Атлетик | 8 сентября 1965 |
| Барнсли                  | 1:2  | Донкастер Роверс           | 7 сентября 1965 |
| Брайтон энд Хоув Альбион | 2:0  | Лутон Таун                 | 7 сентября 1965 |
| Честерфилд               | 2:1  | Ноттс Каунти               | 8 сентября 1965 |
| Рединг                   | 1:0  | Порт Вейл                  | 8 сентября 1965 |
| Рочдейл                  | 3:1  | Барроу                     | 8 сентября 1965 |
| Саутенд Юнайтед          | 3:1  | Ньюпорт Каунти             | 6 сентября 1965 |
| Уолсолл                  | 3:2  | Куинз Парк Рейнджерс       | 7 сентября 1965 |
| Йорк Сити                | 4:2  | Линкольн Сити              | 7 сентября 1965 |

## Второй раунд

### Матчи
| Хозяева                  | Счёт | Гости               | Дата             |
| ------------------------ | ---- | ------------------- | ---------------- |
| Блэкберн Роверс          | 0:1  | Нортгемптон Таун    | 21 сентября 1965 |
| Блэкпул                  | 5:2  | Джиллингем          | 22 сентября 1965 |
| Болтон Уондерерс         | 3:0  | Олдершот            | 22 сентября 1965 |
| Брайтон энд Хоув Альбион | 1:2  | Ипсвич Таун         | 21 сентября 1965 |
| Бристоль Роверс          | 3:3  | Вест Хэм Юнайтед    | 21 сентября 1965 |
| Бери                     | 0:2  | Хаддерсфилд Таун    | 21 сентября 1965 |
| Чарльтон Атлетик         | 4:1  | Карлайл Юнайтед     | 21 сентября 1965 |
| Честерфилд               | 3:0  | Брэдфорд Парк Авеню | 22 сентября 1965 |
| Колчестер Юнайтед        | 2:4  | Мидлсбро            | 22 сентября 1965 |
| Кру Александра           | 1:1  | Кардифф Сити        | 22 сентября 1965 |
| Кристал Пэлас            | 0:1  | Гримсби Таун        | 22 сентября 1965 |
| Дарлингтон               | 2:1  | Суиндон Таун        | 22 сентября 1965 |
| Донкастер Роверс         | 0:4  | Бернли              | 22 сентября 1965 |
| Халл Сити                | 2:2  | Дерби Каунти        | 22 сентября 1965 |
| Лидс Юнайтед             | 4:2  | Хартлпул Юнайтед    | 22 сентября 1965 |
| Лейтон Ориент            | 0:3  | Ковентри Сити       | 22 сентября 1965 |
| Манчестер Сити           | 3:1  | Лестер Сити         | 22 сентября 1965 |
| Мансфилд Таун            | 2:1  | Бирмингем Сити      | 22 сентября 1965 |
| Миллуолл                 | 4:1  | Йорк Сити           | 22 сентября 1965 |
| Ньюкасл Юнайтед          | 3:4  | Питерборо Юнайтед   | 22 сентября 1965 |
| Олдем Атлетик            | 1:2  | Портсмут            | 22 сентября 1965 |
| Престон Норт Энд         | 1:0  | Плимут Аргайл       | 22 сентября 1965 |
| Рединг                   | 5:1  | Саутенд Юнайтед     | 22 сентября 1965 |
| Ротерем Юнайтед          | 2:0  | Уотфорд             | 22 сентября 1965 |
| Шрусбери Таун            | 1:0  | Бристоль Сити       | 22 сентября 1965 |
| Саутгемптон              | 3:0  | Рочдейл             | 22 сентября 1965 |
| Сток Сити                | 2:1  | Норвич Сити         | 22 сентября 1965 |
| Сандерленд               | 2:1  | Шеффилд Юнайтед     | 22 сентября 1965 |
| Суонси Таун              | 2:3  | Астон Вилла         | 21 сентября 1965 |
| Вест Бромвич Альбион     | 3:1  | Уолсолл             | 22 сентября 1965 |
| Уэркингтон               | 0:0  | Брентфорд           | 22 сентября 1965 |
| Рексем                   | 1:2  | Фулхэм              | 22 сентября 1965 |

### Переигровки
| Хозяева          | Счёт | Гости           | Дата             |
| ---------------- | ---- | --------------- | ---------------- |
| Брентфорд        | 1:2  | Уэркингтон      | 30 сентября 1965 |
| Кардифф Сити     | 3:0  | Кру Александра  | 29 сентября 1965 |
| Дерби Каунти     | 4:3  | Халл Сити       | 29 сентября 1965 |
| Вест Хэм Юнайтед | 3:2  | Бристоль Роверс | 29 сентября 1965 |

## Третий раунд

### Матчи
| Хозяева           | Счёт | Гости                | Дата            |
| ----------------- | ---- | -------------------- | --------------- |
| Блэкпул           | 1:2  | Дарлингтон           | 13 октября 1965 |
| Бернли            | 3:2  | Саутгемптон          | 13 октября 1965 |
| Кардифф Сити      | 2:0  | Портсмут             | 13 октября 1965 |
| Честерфилд        | 2:2  | Сток Сити            | 13 октября 1965 |
| Дерби Каунти      | 1:1  | Рединг               | 13 октября 1965 |
| Фулхэм            | 5:0  | Нортгемптон Таун     | 13 октября 1965 |
| Гримсби Таун      | 4:2  | Болтон Уондерерс     | 13 октября 1965 |
| Хаддерсфилд Таун  | 0:1  | Престон Норт Энд     | 13 октября 1965 |
| Лидс Юнайтед      | 2:4  | Вест Бромвич Альбион | 13 октября 1965 |
| Манчестер Сити    | 2:3  | Ковентри Сити        | 13 октября 1965 |
| Миллуолл          | 0:0  | Мидлсбро             | 13 октября 1965 |
| Питерборо Юнайтед | 4:3  | Чарльтон Атлетик     | 13 октября 1965 |
| Шрусбери Таун     | 2:5  | Ротерем Юнайтед      | 13 октября 1965 |
| Сандерленд        | 1:2  | Астон Вилла          | 13 октября 1965 |
| Вест Хэм Юнайтед  | 4:0  | Мансфилд Таун        | 13 октября 1965 |
| Уэркингтон        | 1:1  | Ипсвич Таун          | 13 октября 1965 |

### Переигровки
| Хозяева     | Счёт | Гости        | Дата            |
| ----------- | ---- | ------------ | --------------- |
| Ипсвич Таун | 3:1  | Уэркингтон   | 20 октября 1965 |
| Миллуолл    | 3:1  | Мидлсбро     | 18 октября 1965 |
| Рединг      | 2:0  | Дерби Каунти | 20 октября 1965 |
| Сток Сити   | 2:1  | Честерфилд   | 20 октября 1965 |

## Четвёртый раунд

### Матчи
| Хозяева         | Счёт | Гости                | Дата          |
| --------------- | ---- | -------------------- | ------------- |
| Кардифф Сити    | 5:1  | Рединг               | 3 ноября 1965 |
| Ковентри Сити   | 1:1  | Вест Бромвич Альбион | 3 ноября 1965 |
| Фулхэм          | 1:1  | Астон Вилла          | 3 ноября 1965 |
| Гримсби Таун    | 4:0  | Престон Норт Энд     | 3 ноября 1965 |
| Ипсвич Таун     | 2:0  | Дарлингтон           | 3 ноября 1965 |
| Миллуолл        | 1:4  | Питерборо Юнайтед    | 3 ноября 1965 |
| Ротерем Юнайтед | 1:2  | Вест Хэм Юнайтед     | 3 ноября 1965 |
| Сток Сити       | 0:0  | Бернли               | 3 ноября 1965 |

### Переигровки
| Хозяева              | Счёт | Гости         | Дата           |
| -------------------- | ---- | ------------- | -------------- |
| Астон Вилла          | 2:0  | Фулхэм        | 8 ноября 1965  |
| Бернли               | 2:1  | Сток Сити     | 9 ноября 1965  |
| Вест Бромвич Альбион | 6:1  | Ковентри Сити | 10 ноября 1965 |

## Пятый раунд

### Матчи
| Хозяева              | Счёт | Гости            | Дата           |
| -------------------- | ---- | ---------------- | -------------- |
| Кардифф Сити         | 2:1  | Ипсвич Таун      | 17 ноября 1965 |
| Гримсби Таун         | 2:2  | Вест Хэм Юнайтед | 17 ноября 1965 |
| Питерборо Юнайтед    | 4:0  | Бернли           | 17 ноября 1965 |
| Вест Бромвич Альбион | 3:1  | Астон Вилла      | 17 ноября 1965 |

### Переигровка
| Хозяева          | Счёт | Гости        | Дата            |
| ---------------- | ---- | ------------ | --------------- |
| Вест Хэм Юнайтед | 1:0  | Гримсби Таун | 15 декабря 1965 |

## Полуфиналы

### Первые матчи
| Хозяева              | Счёт | Гости             | Дата            |
| -------------------- | ---- | ----------------- | --------------- |
| Вест Бромвич Альбион | 2:1  | Питерборо Юнайтед | 1 декабря 1965  |
| Вест Хэм Юнайтед     | 5:2  | Кардифф Сити      | 20 декабря 1965 |

### Ответные матчи
| Хозяева           | Счёт | Гости                | Дата            | Итоговый счёт |
| ----------------- | ---- | -------------------- | --------------- | ------------- |
| Кардифф Сити      | 1:5  | Вест Хэм Юнайтед     | 2 февраля 1966  | 3:10          |
| Питерборо Юнайтед | 2:4  | Вест Бромвич Альбион | 15 декабря 1965 | 3:6           |

## Финал
| Вест Хэм Юнайтед | 2:1 | Вест Бромвич Альбион |
| ---------------- | --- | -------------------- |
| Берн · Мур       |     | Асл                  |

| Вест Бромвич Альбион          | 4:1 | Вест Хэм Юнайтед |
| ----------------------------- | --- | ---------------- |
| Браун · Кларк · Кей · Уильямс |     | Питерс           |

«Вест Бромвич Альбион» одержал победу со счётом 5:3 по сумме двух матчей.